# Psellidotus texasianus
Psellidotus texasianus är en tvåvingeart som först beskrevs av Johnson 1895.  Psellidotus texasianus ingår i släktet Psellidotus och familjen vapenflugor. Inga underarter finns listade i Catalogue of Life.